# Hylemya hessei
Hylemya hessei är en tvåvingeart som först beskrevs av Seguy 1925.  Hylemya hessei ingår i släktet Hylemya och familjen blomsterflugor.
Artens utbredningsområde är Frankrike. Inga underarter finns listade i Catalogue of Life.